# Teuchitlán (kommun)
Teuchitlán är en kommun i Mexiko.   Den ligger i delstaten Jalisco, i den centrala delen av landet, 500 km väster om huvudstaden Mexico City. Antalet invånare är 8 361.
Följande samhällen finns i Teuchitlán:
- Teuchitlán
- La Estanzuela